# Reinaldo Rueda
Reinaldo Rueda Rivera (Cali, 16 aprile 1957) è un allenatore di calcio colombiano naturalizzato honduregno, commissario tecnico della nazionale honduregna.

## Biografia
Nato a Cali, in Colombia, è sposato con Gineth de Rueda, che gli ha dato tre figli; ottenuta la laurea in educazione fisica, divenne poi allenatore di calcio in Colombia; dopo un corso di studi alla Deutsche Sporthochschule Köln, in Germania, dove ha imparato anche la lingua tedesca, svolse anche l'incarico di insegnante nella Escuela Nacional de Entrenadores de Colombia (scuola nazionale colombiana per allenatori).

## Carriera

### Allenatore

#### Club
Dal 1994 al 1997 Rueda fu l'allenatore del Cortuluá, società della Valle del Cauca. Si sedette sulla panchina in seguito ai poco fruttuosi risultati del Tucho Humberto Ortiz, che aveva portato la squadra in Categoría Primera A; riuscì, al primo anno, a ottenere la salvezza, mantenendosi poi a centro classifica nelle stagioni seguenti. Nel 1997, in occasione del torneo Adecuación, venne ingaggiato dal Deportivo Cali, portandolo al secondo posto nel Reclasificación, risultato che però non fu sufficiente a raggiungere le finali. Lasciò l'incarico nel settembre 1998 (la squadra vinse il titolo la stagione seguente, con in panchina José "Cheche" Hernández), guidando poi per quattro mesi, da maggio a settembre 2002, l'Independiente Medellín: lasciò il posto in seguito alla richiesta della federazione calcistica della Colombia di guidare la selezione giovanile.

#### Nazionali

##### Nazionali colombiane
In qualità di commissario tecnico, Rueda ha avuto l'occasione di dirigere la selezione colombiana in tutte le categorie: Under-17, 20, 21, 23 e la Nazionale maggiore, segnatamente vincendo con la U-20 il Torneo di Tolone nel 2000; questa competizione vide anche, l'anno successivo, il secondo posto della Nazionale colombiana, che perse contro gli stessi avversari che aveva sconfitto nel 2000, il Portogallo under 20. Sempre con l'Under-20, nel 2003 centrò la qualificazione al campionato del mondo Under-20 2003, riportando così, dopo dieci anni di assenza, la selezione giovanile a partecipare al principale torneo di categoria; proprio Rueda era stato l'ultimo a riuscire in quest'impresa, essendo stato il CT della Nazionale che aveva preso parte al campionato del mondo Under-20 1993, tenutosi in Australia. Nel corso dell'edizione 2003, portò la squadra al terzo posto, battendo l'Argentina under 20 per due a uno.

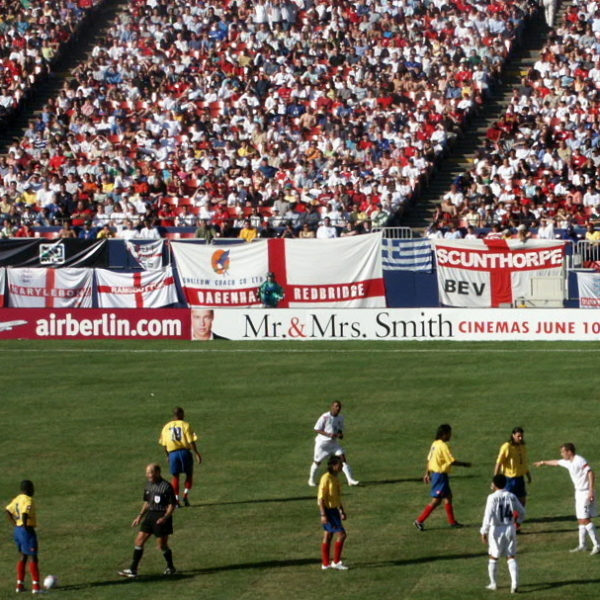
L'amichevole contro l' al Giants stadium di Rutherford (New Jersey)

Nel gennaio 2004, in seguito alle dimissioni di Francisco Maturana (reduce da un solo punto conquistato su dodici nelle eliminatorie per il Mondiale), la Federazione colombiana contattò Rueda per sedersi sulla panchina della selezione. Durante la Copa América 2004, la Colombia raggiunse in quarto posto, debuttando il 6 luglio contro il Venezuela a Lima, vincendo sia detta partita che quella successiva, con la Bolivia, e pareggiando quella con il paese ospitante, il Perù, per 2-2. Il 17 luglio, agli ottavi, la selezione cafetera ebbe facilmente la meglio sulla Costa Rica, soccombendo però per 3-0 ai quarti di finale contro l'Argentina, dovendosi dunque accontentare di giocare la finalina contro l'Uruguay, perdendola per 2-1.
Nel 2005, la Nazionale colombiana venne invitata a partecipare alla Gold Cup, competizione normalmente riservata a selezioni centroamericane. Il ruolino di marcia della compagine sudamericana fu altalenante: persa la prima partita per uno a zero contro Panama, arrivò un'altra sconfitta, stavolta contro l'Honduras di José de la Paz Herrera, per 2-1; la vittoria del 12 luglio contro Trinidad e Tobago, però, fu sufficiente per passare il turno e qualificarsi agli ottavi di finale. L'avversario era il Messico, storicamente uno dei più titolati del torneo, ma la Colombia vinse il match, giocatosi a Houston, per 2-1; la successiva partita, nuovamente contro Panamá, sancì l'eliminazione della Colombia dal torneo, data la sconfitta per 3-2, e il conseguente quarto posto.
Le qualificazioni al campionato mondiale di calcio 2006 vedevano, all'arrivo di Rueda, la Colombia a un punto dopo quattro partite. La prima uscita del CT fu il 31 marzo 2004 contro il Perù, vinta in trasferta per 2-0; coadiuvato dagli assistenti Eduardo Velasco e Alexis Mendoza, l'allenatore portò la selezione a tornare in corsa per la qualificazione, dopo la vittoria per 5-0 sull'Uruguay del giugno 2004. I tre pareggi con Paraguay, Cile e Brasile fecero sì che la Nazionale non perdesse il gruppo di testa, raggiungendo quota dieci punti. Il 17 novembre 2004, la vittoria per 1-0 contro la Bolivia a Barranquilla diede un'ulteriore motivazione al gruppo. La prima giornata del 2005, però, non fu redditizia come l'anno precedente, e la Colombia raccolse solo un punto dei sei in palio nel doppio scontro con Venezuela e Argentina; il turno di giugno, invece, vide due vittorie contro Perù e Ecuador: furono però gli ultimi tre incontri, la sconfitta contro l'Uruguay e le inutili vittorie contro Cile e Paraguay a determinare l'esclusione definitiva della Colombia dal Mondiale.

##### Nazionale honduregna
Nel gennaio 2007 arrivò in Honduras, per poi viaggiare verso El Salvador, dove si svolgeva la Coppa delle Nazioni UNCAF; in questa competizione, la rappresentativa honduregna era guidata dal navigato tecnico José de la Paz Herrera. Il debutto di Rueda come CT avvenne il 24 marzo a Fort Lauderdale, Florida, contro El Salvador. Il 3 dicembre 2009 fu presente al sorteggio di Città del Capo, e successivamente andò in Europa in cerca di strutture che potessero ospitare la preparazione pre-Mondiale della selezione honduregna; l'11 dicembre fu vittima di un incidente d'auto presso Annecy, nelle Alpi svizzere, uscendone però illeso. Il debutto in una competizione ufficiale arrivò l'8 giugno 2007 contro Panamá, al Giants Stadium, in occasione della CONCACAF Gold Cup 2007. La competizione terminò con l'eliminazione della rappresentativa dell'Honduras per mano della Selezione di calcio di Guadalupa nella seconda fase.

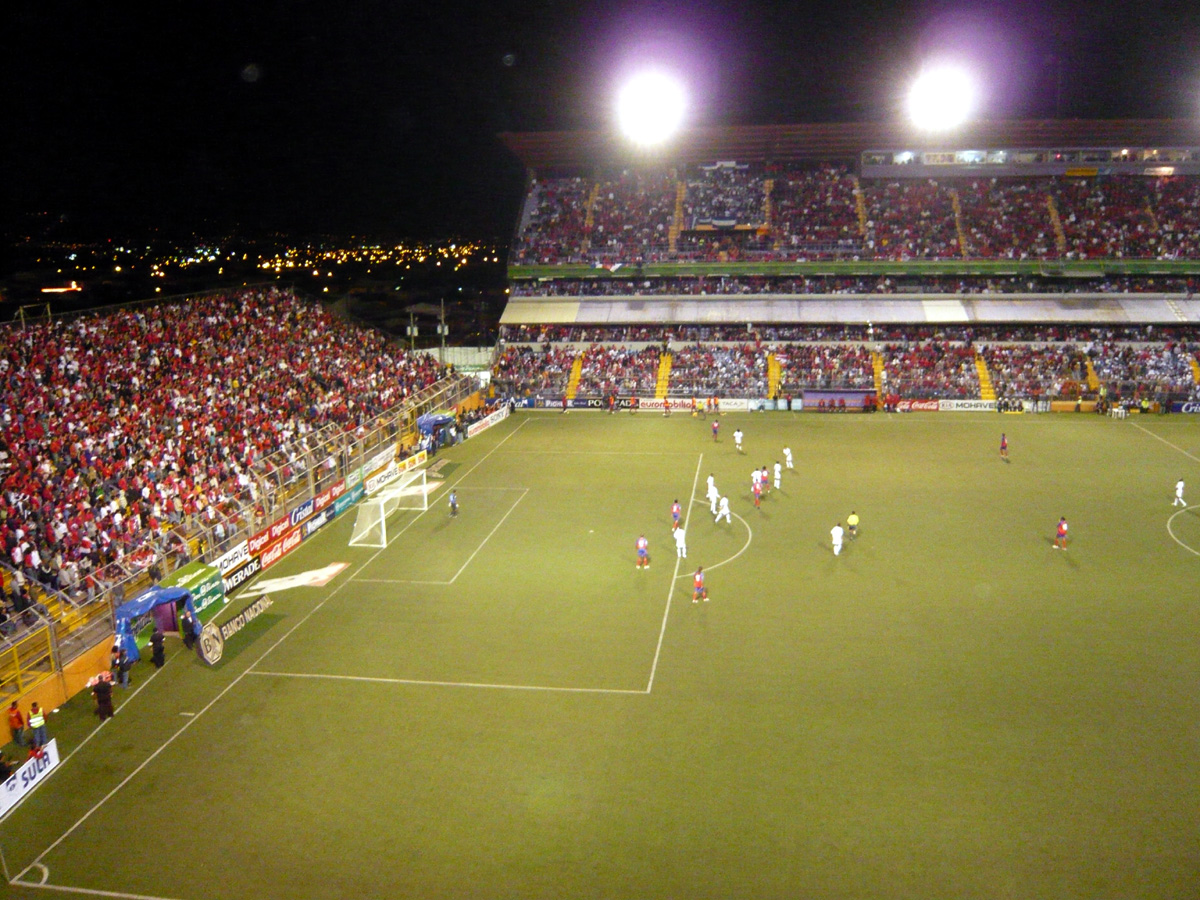
La prima partita del girone finale: Costa Rica-Honduras all'Estadio Ricardo Saprissa, 11 febbraio 2009

Il 4 giugno 2008 iniziarono le qualificazioni CONCACAF per Sudafrica 2010, con la partita vinta per 4-0 contro Porto Rico all'estadio Olímpico Metropolitano di San Pedro Sula; la qualificazione alla fase seguente arrivò il 18 giugno dopo il 2-2 di Bayamón. Il 20 agosto 2008 iniziò la seconda fase delle eliminatorie (un quadrangolare) con una sconfitta contro il Messico all'Estadio Azteca causata dai gol di Pável Pardo; le successive vittorie con Canada e Giamaica, però, diedero speranze alla selezione di Rueda. Nel girone di ritorno, l'Honduras si presentò a Kingston il 15 ottobre in cerca dei tre punti necessari al superamento del turno; la Giamaica, però, vinse per 1-0, mettendosi in corsa per la qualificazione. Fu dunque decisiva la vittoria con il minimo risultato contro il Messico (autorete di Ricardo Osorio), che permise alla Nazionale honduregna di arrivare al girone successivo, quello finale, a sei squadre.
L'inizio di tale fase vide la sconfitta per 2-0 dell'Honduras sul campo della Costa Rica; l'inclusione di Carlos Pavón nelle convocazioni per lo scontro con Trinidad e Tobago permise di pareggiare per 1-1: l'attaccante infatti segnò la rete che aprì la partita (pareggiata poi all'89º minuto dai rivali caraibici). Il 1º aprile, contro il Messico all'Estadio Olímpico Metropolitano, i gol di Pavón e Costly furono decisivi per il 3-1 finale, che costò la panchina a Sven-Göran Eriksson. La sconfitta contro gli Stati Uniti di Bob Bradley a Chicago complicò ulteriormente la situazione honduregna, che però si riprese battendo El Salvador, Costa Rica e Trinidad e Tobago, raggiungendo quota tredici punti; la vittoria contro El Salvador, in concomitanza con il pareggio degli USA con la Costa Rica diede, il 14 ottobre, la qualificazione alla Nazionale guidata da Rueda, che tornò così ai Mondiali dopo un'assenza di ventotto anni. Grazie all'esito storico del girone (significativo sia per la selezione che per lo stesso tecnico), Rueda fu nominato Personaje del año (personaggio dell'anno) in Honduras.

##### Nazionale ecuadoriana
Dall'agosto 2010 al giugno 2014 è stato commissario tecnico della nazionale dell'Ecuador, che ha condotto al mondiale di Brasile 2014.

##### Nazionale cilena
Nel gennaio 2018 diventa il nuovo selezionatore del Cile.

#### Ritorno alla Nazionale colombiana
Il 14 gennaio 2021 torna a ricoprire il ruolo di ct della Colombia, ruolo che manterrà fino al 18 aprile 2022 quando, a causa della mancata qualificazione a Qatar 2022, verrà sollevato dall'incarico

## Palmarès

### Allenatore

#### Club
- Coppa Libertadores: 1

Atletico Nacional: 2016

#### Nazionale
- Torneo di Tolone: 1

2000